# Bulbuc
Bulbuc – wieś w Rumunii, w okręgu Alba, w gminie Ceru-Băcăinți. W 2011 roku liczyła 9 mieszkańców.